# 德塞丽·贝恩斯
德塞丽·贝恩斯（英語：Deserie Baynes，1960年9月11日—），旧姓赫德尔斯顿（Huddleston），澳大利亚女子射击运动员。她曾代表澳大利亚参加1996年和2000年夏季奥林匹克运动会射击比赛，其中1996年奥运会获得一枚铜牌。